# Héloïse de Lusignan
Héloïse de Lusignan (av. 1193-1216/19) est une princesse chypriote de la Maison de Lusignan. Elle devient princesse d'Antioche par son mariage avec Raymond-Roupen d'Antioche.

## Biographie

### Famille
Héloïse est la fille d'Aimery II de Lusignan (av. 1152-1205), chambellan du royaume de Jérusalem (1175-1178), puis connétable (1181-1194), comte de Jaffa et d'Ascalon (1193-1198), seigneur de Chypre (1194-1197), puis roi de Chypre (1197-1205) et d'Echive d'Ibelin (v.  1160-1196/97), fille du seigneur de Rama.
Son père hérite de la seigneurie de Chypre, en 1194, acquise par Guy de Lusignan en 1192. Aimery devient roi titulaire de Jérusalem (1198-1205) par sa seconde épouse, Isabelle de Jérusalem (1172-1205).
Héloïse a trois frères, dont Hugues Ier de Lusignan (1193/94-1218), roi de Chypre (1205-1218) et deux sœurs, ainsi qu'un demi-frère et deux demi-sœurs issus d'un second mariage de son père avec Isabelle (v.  1172-1206), reine de Jérusalem.
Elle est la petite-fille d'Hugues VIII (v. 1097-ap. 1171), seigneur de Lusignan (1151-1171), en Poitou. Ses oncles sont : Geoffroy Ier de Lusignan (av. 1150-1216), seigneur de Vouvant (1169-1216), Mervent (av. 1200-1216), comte de Jaffa et d'Ascalon (1191-1192), et Guy de Lusignan (av. 1153-1194), qui devient par mariage roi de Jérusalem (1186-1192). Ses oncles et son père s'illustrent en Terre Sainte et apportent un immense prestige à l'ensemble du groupe familial en raison des hauts faits d'armes de Geoffroy et par l'accession à la royauté de Guy en 1186.

## Mariages et descendance

### Eudes de Dampierre
Héloïse de Lusignan épouse en premières noces Eudes de Dampierre ; sans postérité connue. Héloïse est enlevée par Raymond-Roupen d'Antioche en 1210.

### Raymond-Roupen d'Antioche
Héloïse de Lusignan épouse, peu avant 1210, Raymond-Roupen d'Antioche (1199-1221), prince d'Antioche (1216-1219), fils de Raymond IV (♰ 1199), comte de Tripoli (1187-1189), et d'Alix d'Arménie (v. 1182-ap. 1234), petit-fils de Roupen III (1145-1187). Il sera en constant conflit avec son oncle paternel, Bohémond IV (1172-1233,) pour la possession de la principauté d'Antioche. Raymond-Roupen capturé et emprisonné, en 1219 par son oncle, décède en captivité.
Raymond et Héloïse ont :
- Marie d'Antioche (1215-1259) : dame de Toron (1229-ap. 1259), mariée à Philippe de Montfort (♰ 1270), seigneur de Castres[9]. Il devient seigneur de Tyr de 1246 à 1270[réf. nécessaire] ;
- Eschive d'Antioche (1216-1262), mariée à Héthoum, seigneur de Lampron (1220-1250), de la famille des Héthoumides.

## Sources et bibliographie